# Murray Hill (Politiker)
Hon. Charles Murray Hill, AM (* 2. Juli 1923 in Glenelg, South Australia; † 24. März 2003) war ein australischer Politiker der Liberal and Country League (LCL) und später der Liberal Party, der zwischen 1965 und 1988 Mitglied des South Australian Legislative Council sowie mehrmals Minister war. Durch einen von ihm eingebrachten Gesetzentwurf trug er 1972 maßgeblich zur Entkriminalisierung der Homosexualität in South Australia bei, wodurch South Australia der erste Bundesstaat Australiens war, in der eine Entkriminalisierung erfolgte.

## Leben

### Zweiter Weltkrieg, Mitglied desLegislative Councilund Minister in der Regierung Hall
Charles Murray Hill, ein Sohn von Theodore Charles Hill und dessen Ehefrau Heloise Margery Winterbottom Hill, trat während des Zweiten Weltkrieges am 1. Juli 1941 in die Royal Australian Navy ein und diente bis zum 6. Februar 1946 als Seemann im Depot HMAS Torrens und HMAS Encounter des Marinestützpunkts Port Adelaide. Nach seinem zu seinem Ausscheiden aus dem Militärdienst war er als Immobilienmakler tätig und gründete Maklerunternehmen Murray Hill & Co in Adelaide.
Am 4. Dezember 1965 wurde Hill für die Liberal and Country League (LCL) nach dem Tode seines Parteifreundes Sir Frank Tennyson Perry im Wahlkreis Central District No 2 erstmals Mitglied des South Australian Legislative Council, des Oberhauses des Parlaments von South Australia, und vertrat diesen bis zur Auflösung des Wahlkreise am 12. Juli 1975, wobei er seit dem 2. April 1974 der aus der LCL hervor gegangenen Liberal Party angehörte. Nach dem Sieg der LCL bei der Wahl am 2. März 1968 wurde Murray Hill am 17. April 1968 in die Regierung von Premier Steele Hall berufen und bekleidete in dieser bis zum 1. Juni 1970 die Ämter als Verkehrsminister (Minister for Transport), Minister für Straßen (Minister of Roads) und als Minister für Kommunalverwaltung (Minister of Local Government).

### Gesetzentwurf zur Entkriminalisierung der Homosexualität und Minister in der Regierung Tonkin
Nach der mutmaßlichen Ermordung des Juradozenten Dr. George Duncan durch Polizisten an der University of Adelaide bei einer Schlägerei zwischen und durch Polizisten und Homosexuellen sowie der darauf folgenden erheblichen öffentlichen Empörung, brachte Hill mit stillschweigender Unterstützung der Australian Labor Party (ALP) am 26. Juli 1972 einen privaten Gesetzesentwurf für Mitglieder einer Partei ein, um das Strafrechtskonsolidierungsgesetz (Criminal Law Consolidation Act) zu ändern, das Homosexualität unter Strafe stellte, und war damit der erste ernsthafte Versuch, Homosexualität in Australien zu entkriminalisieren. Während Hills Änderungsantrag am 9. November 1972 angenommen wurde, wurde er durch einen weiteren Änderungsantrag abgeschwächt, sodass nur noch eine Rechtsverteidigung für privat begangene homosexuelle Handlungen möglich war. Der ALP-Abgeordnete Peter Duncan ging jedoch noch einen Schritt weiter, als er nach einem erfolglosen Versuch, Hills Gesetzentwurf 1973 zu stärken, am 27. August 1975 dem Parlament einen unveränderten Gesetzentwurf vorlegte, der zweimal abgelehnt und dann ein drittes Mal wieder eingebracht wurde, bevor er verabschiedet wurde, wodurch Südaustralien der erste Bundesstaat Australiens wurde, in dem ein Gesetzentwurf Homosexualität vollständig entkriminalisierte.

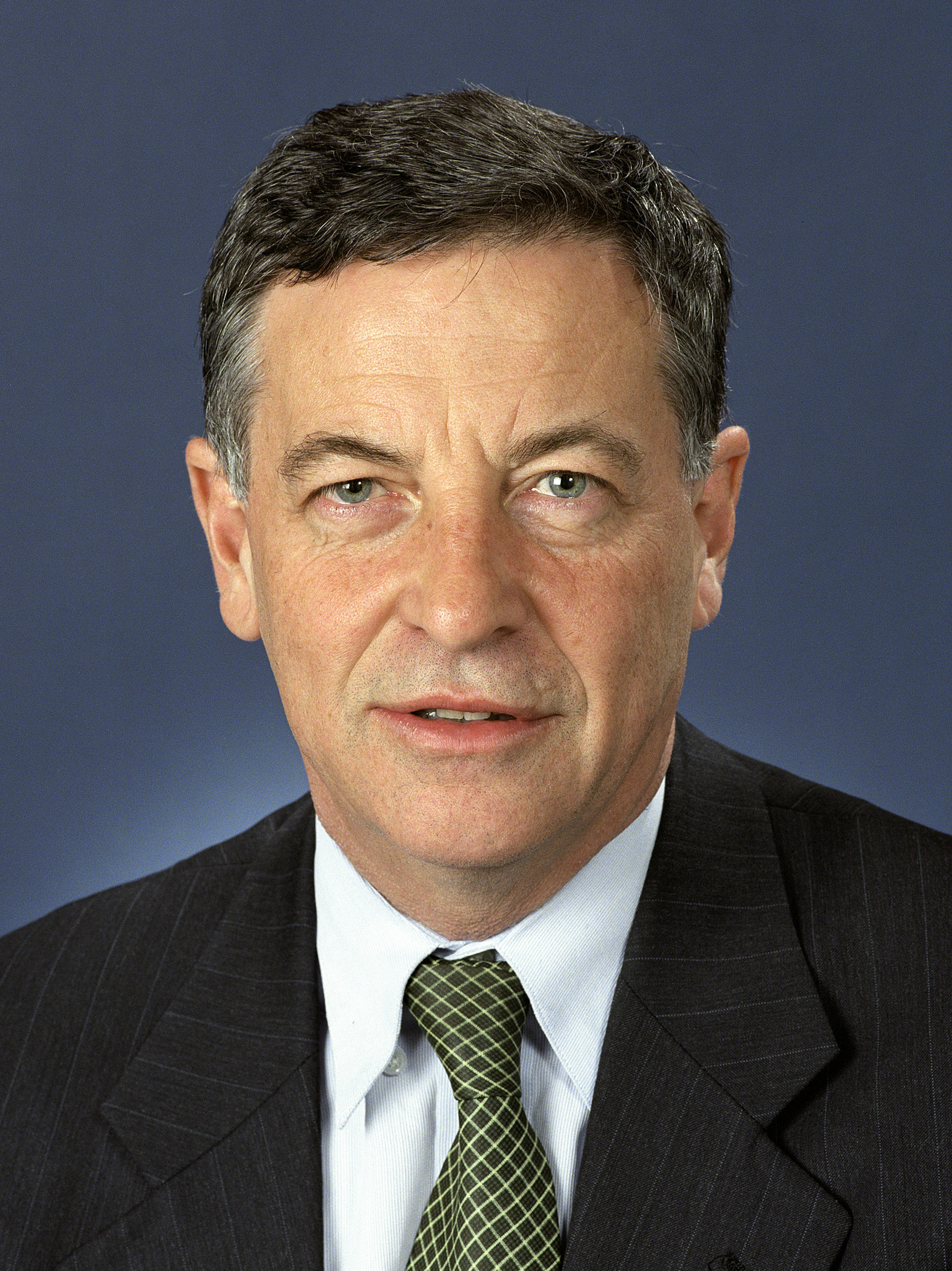
Robert Hill, der Sohn von Murray Hill, war von 1981 bis 2006 Mitglied des Australischen Senats und zwischen 1996 und 2006 Bundesminister.

Nach der Auflösung der Wahlkreise bei den Wahlen zum Legislative Council wurde Murray Hill für die Liberale Partei am 12. Juli 1975 auf der nunmehr den gesamten Bundesstaat (The State) umfassenden Einzelwahlkreis erneut zum Mitglied des Legislativrates gewählt und gehörte diesem bis zu seinem Mandatsverzicht am 4. Juli 1988 an. Er war daraufhin zwischen dem 11. September und dem 17. Dezember 1975 sowie erneut vom 23. November 1977 bis zum 18. September 1979 Mitglied des Parlamentarischen Ausschusses für Landbesiedlung (Parliamentary Committee on Land Settlement). Nach dem Sieg der Liberal Party bei der Wahl am 15. September 1979 wurde er am 18. September 1979 in die Regierung von Premier David Tonkin berufen und fungierte in dieser bis zum 10. November 1982 erneut als Minister für Kommunalverwaltung sowie zeitgleich als Minister für Wohnungswesen (Minister of Housing), Minister für Künste (Minister of Arts) und als Beigeordneter Minister beim Premier für ethnische Angelegenheiten (Minister Assisting the Premier in Ethnic Affairs). Nach der Niederlage der Liberalen bei der darauf folgenden Wahl am 6. November 1982 war er als Vertreter der Opposition zwischen dem 3. Februar 1983 und dem 24. August 1988 Mitglied des Ständigen Parlamentarischen Ausschusses für öffentliche Arbeiten (Parliamentary Standing Committee on Public Works). Im Juli 1988 wurde ihm der Höflichkeitstitel The Honourable verliehen.
Für Verdienste um das südaustralische Parlament und die Gemeinschaft wurde er ferner im Rahmen des Australia Day am 26. Januar 1990 zum Member des Order of Australia (AM) ernannt.
Aus seiner am 21. Juni 1944 geschlossenen Ehe mit Eunice Greenslade ging Robert Hill (* 1946) hervor, der unter anderem für die Liberal Party von 1981 bis 2006 Mitglied des Australischen Senats und zwischen 1996 und 2006 Bundesminister in den vier australischen Regierungen unter Premierminister John Howard war.

## Hintergrundliteratur
- Parliament of South Australia: Statistical Record of the Legislature 1836–2007 (Memento vom 11. März 2019 im Internet Archive)